# Splénomégalie myéloïde
 Mise en garde médicale
La splénomégalie myéloïde ou myélofibrose primitive avec métaplasie myéloïde est un syndrome myéloprolifératif caractérisé par un envahissement de la moelle osseuse par du tissu fibreux collagène.
L'envahissement de la moelle osseuse par une fibrose mutilante et la néo-ostéogénèse empêche la formation normale des éléments sanguins (hématopoïèse). 
Il y a alors une transformation myéloïde (transformation du tissu normal lymphoïde en tissu myéloïde) de la rate et parfois du foie et des ganglions, ce qui permet la fabrication des éléments sanguins par ces organes métaplasiques.
Il en résulte une aplasie médullaire qui peut être fatale.

## Présentation clinique
- Syndrome anémique chronique, insidieux et bien toléré : asthénie, dyspnée, signes coronariens ;
- signes généraux : asthénie, amaigrissement, sueurs nocturnes, fièvre ;
- signes en rapport avec la myéloprolifération : splénomégalie dans 95 % des cas, asymptomatique ou responsable d’une pesanteur ou de douleurs de l’hypochondre gauche ou d’une dyspepsie), hépatomégalie ;
- parfois : purpura cutanéo-muqueux, douleurs osseuses.

## Diagnostic
- Splénomégalie : 95 % des cas, devenant volumineuse ;

- anomalies de l'hémogramme :
  - globules rouges (hématies) : anémie normocytaire, arégénérative avec dacryocytose (hématies en larme) et anisocytose,
  - globules blancs (leucocytes) : hyperleucocytose (neutrophiles et basophiles),
  - plaquettes : augmentées, normales ou diminuées avec présence possible de micromégacaryocytes circulants,
  - myélémie et érythromyélémie signant l'hématopoïèse se produisant en dehors de la moelle osseuse.

- biopsie ostéomédullaire : l'os est dur à traverser et l'aspiration souvent impossible. Il existe 3 aspects (Ward et Block) : 
  - stade I : forme hyperplasique avec réticuline augmentée,
  - stade II : fibrose collagène mutilante,
  - stade III : ostéomyélosclérose,

- cytogénétique : absence de chromosome de Philadelphie.

- biologie moléculaire : recherche des mutations de la Janus kinase 2, du récepteur à la thrombopoïétine et de la calréticuline.

## Traitement
Le traitement est essentiellement symptomatique et utilise les transfusions, les antibiotiques, les corticoïdes et l'hydroxyurée. La greffe de moelle allogénique est rarement possible.
Un inhibiteur de la télomérase, l’imételstat est depuis 2014 en phase d'essai clinique pour traiter la myélofibrose primitive